# François Gabart

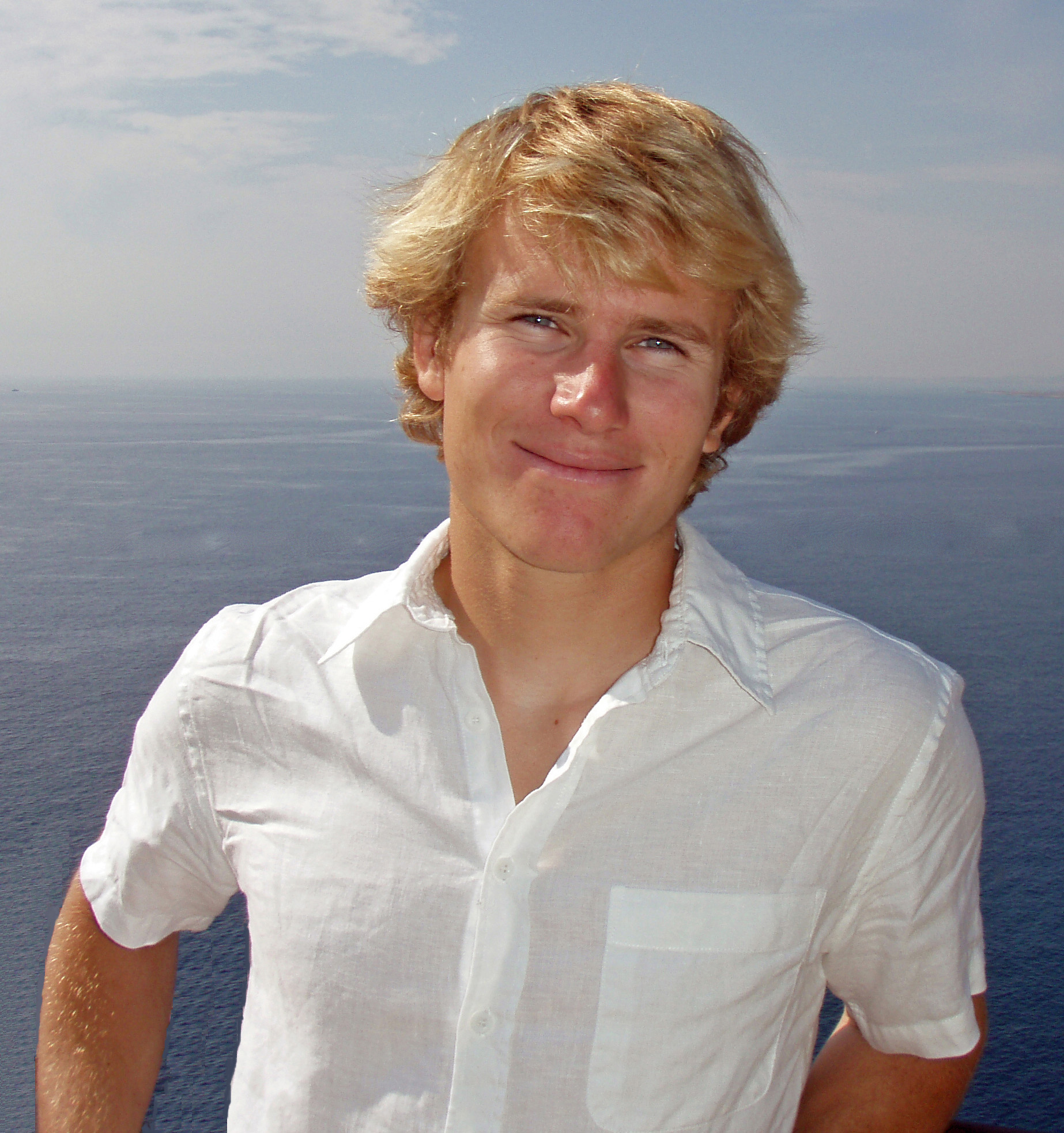
François Gabart en Niza (2007)

François Gabart (Saint-Michel (Charente), Francia, 23 de marzo de 1983) es un regatista profesional francés.
El 27 de enero de 2013 ganó la regata Vendée Globe 2012-2013, con un nuevo tiempo récord de 78 días, 2 horas, 16 minutos y 40 segundos.